# Psoglav
Psoglav (em sérvio:  Псоглави, literalmente cabeça de cachorro), é uma criatura mítica demoníaca na mitologia sérvia; a crença sobre ela existiu em partes da Bósnia e em Montenegro. Psoglav foi descrito como tendo um corpo humano com pernas de cavalo e uma cabeça de cachorro com dentes de ferro e um único olho na testa.
Psoglavs foram descritos viver em cavernas, ou em uma terra escura, que possuía abundantes pedras preciosas, mas sem sol. Praticavam o canibalismo, ao comer pessoas, ou até mesmo desenterrar cadáveres das sepulturas para comê-los.
Psoglav é um demônio ctônico, de alguma forma semelhante ao ciclope grego.